# Tender point
I tender points (letteralmente punti sensibili), in medicina, sono specifici punti del corpo la cui pressione provoca dolore in persone affette da fibromialgia. La digitopressione di questi punti da parte del medico è usata come test per la diagnosi della malattia.

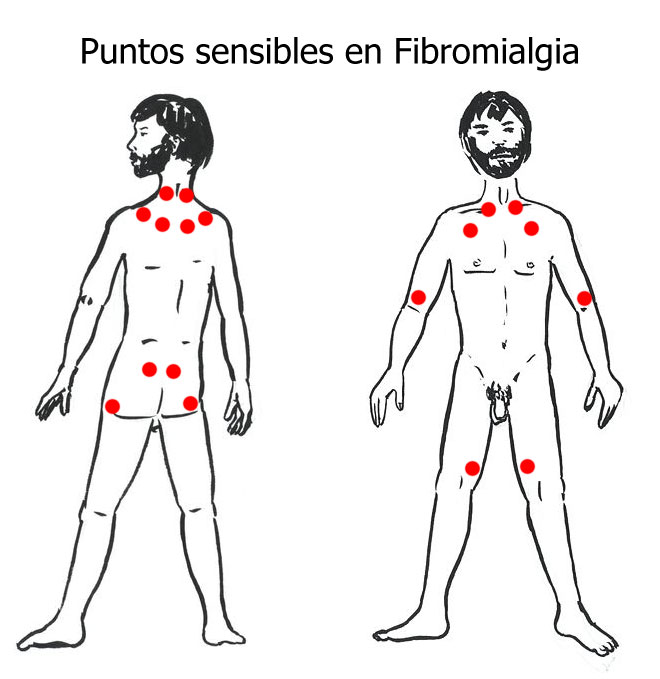
Mappa dei tender points

## Punti specifici
Essi sono simmetrici su entrambi i lati del corpo:
- alla base del cranio, accanto alla colonna vertebrale;
- alla base del collo nella parte posteriore;
- in cima alla spalla verso la parte posteriore;
- fra la clavicola e la spina dorsale;
- sulla cassa toracica;
- sul bordo esterno l'avambraccio di circa 2 cm al di sotto del gomito;
- nella parte superiore dell'anca;
- nella parte alta dei glutei
- sul ginocchio.

Per una buona diagnosi di fibromialgia, il medico dovrebbe trovare riscontro in almeno 11 di questi 18 tender points. 
Tuttavia, ciò che è rilevabile in un giorno, potrebbe non esserlo in un altro. 
Pertanto, se risultassero un numero inferiore a 11 ma fossero soddisfatti gli altri criteri della fibromialgia (dolori diffusi, rigidità muscolare, sonno non riposante), sarebbe bene seguire comunque una terapia per la fibromialgia.

## Scale di valori
Il punteggio che si ricava è semplicemente una somma delle soglie medie di dolore dei pazienti rispetto a ciascuno dei 18 tender point (algometric total scores, in inglese)